# Mops sarasinorum
Mops sarasinorum es una especie de murciélago de la familia Molossidae.

## Distribución geográfica
Se encuentra en Indonesia y Filipinas.